# Lamcewo (stacja kolejowa)
Lamcewo (ros. Лямцево) – stacja kolejowa w pobliżu miejscowości Lamcewo, w rejonie plusskim, w obwodzie pskowskim, w Rosji. Położona jest na linii dawnej Kolei Warszawsko-Petersburskiej.
Rozpoczyna się tu dwutorowy odcinek linii biegnący do stacji Mołodi (na południe). Od Ługi do Lamcewa linia jest jednotorowa.

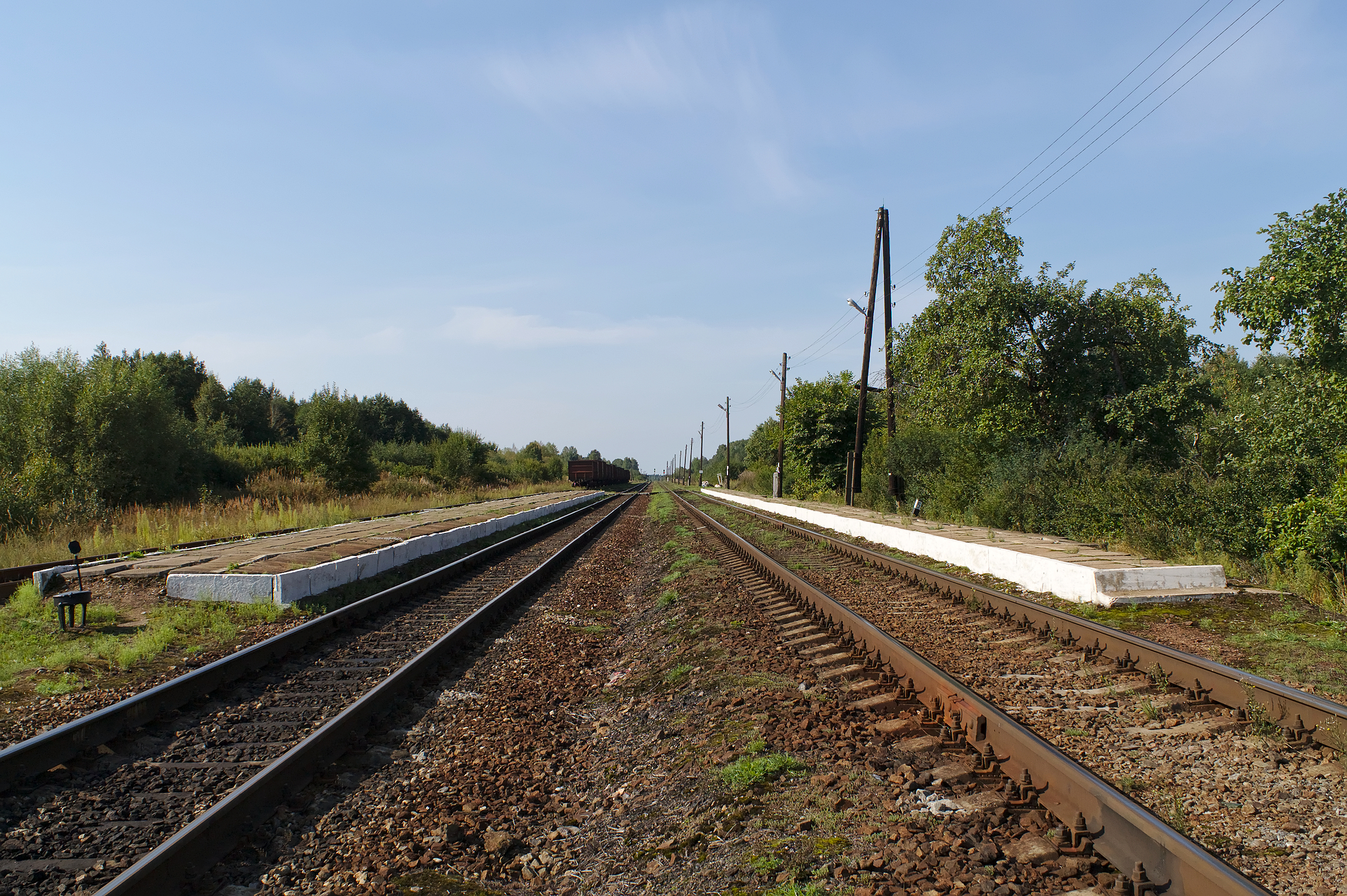
perony